# Historia de Yibuti
La república de Yibuti logró su independencia el 27 de junio de 1977. Es la sucesora de la Somalia francesa (más tarde llamada Territorio francés de los Afars y de los Issas), la cual fue creada en la primera mitad del siglo XIX como resultado del interés francés en el cuerno de África. Sin embargo, la historia de Yibuti, registrada en la poesía y canciones de sus pueblos nómadas, regresa miles de años a un tiempo cuando los yibutianos comerciaban cueros y pieles para los perfumes y especias del antiguo Egipto, India y China. A través de los contactos cercanos con la península arábiga por más de 1000 años, las tribus somalíes y afar en esta región, llegaron a ser las primeras del continente africano en adoptar el Islam.

## Interés francés
La exploración de Rochet d'Hericourt en Shoa (1839-1842) marcó el comienzo del interés de Francia en las costas africanas del mar Rojo. La posterior exploración de Henri Lambert, agente consular francés en Adén, y del capitán Fleuriot de Langle, llevó a un tratado de amistad y ayuda entre Francia y los sultanes de Raheita, Tadjoura, y Gobaad, de quien los franceses adquirieron el fondeadero de Obock en 1862.
El creciente interés francés en el área tuvo lugar con el telón de fondo de la actividad británica en Egipto y la apertura del canal de Suez en 1869. Entre 1884 y 1885, Francia expandió su protectorado al incluir las riberas del golfo de Tadjoura y la Somalilandia, instalando a Léonce Lagarde como gobernador de este protectorado. Los límites del protectorado, marcados en 1897 por Francia y el emperador Menelik II de Etiopía, fueron reafirmados por acuerdos con el emperador Haile Selassie I de Etiopía en 1945 y 1954.
La capital administrativa fue trasladada de Obock a Yibuti en 1896. Yibuti, que tiene una gran bahía natural y acceso listo a las tierras altas etíopes, atrajo caravanas comerciales que cruzaban África Oriental, así como a los colonos somalíes del sur. El ferrocarril franco-etíope, que unía Yibuti con el corazón de Etiopía, fue comenzado en 1897 y alcanzó Adís Abeba en junio de 1917, aumentando el volumen de comercio que pasaba por el puerto.

## Segunda Guerra Mundial
Durante la invasión y ocupación italiana de Etiopía en los años 1930 y durante la Segunda Guerra Mundial, constantes escaramuzas fronterizas ocurrieron entre las fuerzas italianas y francesas. El área fue gobernada por el gobierno de Vichy (francés) desde la caída de Francia hasta diciembre de 1942, y cayó bajo bloqueo británico durante ese período. La Francia Libre y los Aliados recapturaron Yibuti al final de 1942. Un batallón local de Yibuti participó en la liberación de Francia en 1944.

## Reforma
El 22 de julio de 1957 la colonia fue reorganizada para dar al pueblo un considerable autogobierno. El mismo día, un decreto que aplicaba el Acta de Reformas de Ultramar (Loi Cadre) del 23 de junio de 1956, establecía una asamblea territorial que elegía a ocho de sus miembros para un concejo ejecutivo. Estos eran responsables de uno o más de los servicios territoriales y llevaban el título de ministro. El concejo asesoraba al gobernador general designado por Francia.
En un referéndum constitucional de septiembre de 1958, Somalilandia Francesa optó por unirse a la comunidad francesa como territorio de ultramar. Esta acta daba derecho a la región a ser representada por un diputado y un senador en el parlamento francés y a un consejero en la Asamblea de la Unión Francesa.
Las primeras elecciones para la asamblea territorial se llevaron a cabo el 23 de noviembre de 1958, bajo un sistema de representación proporcional. Para las siguientes elecciones de la asamblea, celebradas en 1963, fue redactada una nueva ley electoral. La representación fue abolida a cambio de un sistema de voto de pluralidad recta basado en listas sometidas por partidos políticos en siete distritos designados. Ali Aref Bourhan, supuestamente de origen turco, fue elegido para ser el presidente del consejo ejecutivo. La visita a Yibuti del presidente francés Charles de Gaulle el 25 de agosto de 1966 estuvo marcada por dos días de manifestaciones públicas de somalíes que exigían la independencia. En los enfrentamientos con los contrarios a esta y las tropas francesas, se produjeron oficialmente cuatro muertos, 36 heridos entre las fuerzas del orden y 19 entre los manifestantes. En la semanas siguientes, con menor gravedad siguieron los disturbios, que incluyeron enfrentamientos intercomunitarios, con el asalto a viviendas de etíopes. Cientos de personas fueron detenidas por las autoridades y numerosas expulsiones de extranjeros. El 16 de septiembre, con ocasión de una huelga de estibadores, se creó una gran línea de control militar conocida como Barrage de Djibouti, con barreras y otras instalaciones, que si bien oficialmente eran para controlar la inmigración somalí, buscaba controlar el territorio ante nuevas sublevaciones. Las instalaciones duraron hasta 1982   
Producto de esta grave crisis, que supuso la intervención de la Organización de la Unidad Africana y el 21 de septiembre de 1966, Louis Saget, nombrado gobernador general del territorio tras los disturbios, anunció la decisión del gobierno francés de celebrar un referéndum para determinar si el pueblo debía seguir dentro de la República Francesa o hacerse independiente. En marzo de 1967, el 60% eligió continuar la asociación del territorio con Francia.
En julio de ese año, una directiva de París cambió formalmente el nombre de la región al de Territorio Francés de los Afars e Issas. La directiva también reorganizó la estructura gubernamental del territorio, haciendo del mayor representante francés, antiguamente el gobernador general, un alto comisionado. Además, el consejo ejecutivo fue rediseñado como el consejo de gobierno, con nueve miembros.

## Independencia
En 1975, el gobierno francés comenzó a hacer caso las insistentes demandas de independencia. En junio de 1976, la ley de ciudadanía del territorio, la cual favoreció a la minoría afar, fue revisada para reflejar mejor el peso de los somalíes Issa. El electorado votó por la independencia en un referéndum de mayo de 1977, y se estableció la república de Yibuti en junio de ese mismo año. Hassan Gouled Aptidon se convirtió en el primer presidente de la nación.
En 1981, Aptidon convirtió al país en un estado unipartidista al declarar que su partido, el Rassemblement Populaire pour le Progrès (RPP) (Agrupación Popular para el Progreso), era el único legal. En 1991 estalló la Guerra civil de Yibuti entre el gobierno y un predominante grupo rebelde Afar, el Frente para la Restauración de la Unidad y de la Democracia (FRUD). El FRUD firmó un acuerdo de paz con el gobierno en diciembre de 1994, terminando el conflicto. Dos miembros del FRUD fueron nombrados miembros del gabinete, y en las elecciones presidenciales de 1999, el FRUD hizo campaña en apoyo del RPP.
Aptidon renunció como presidente en 1999, a la edad de 83 años, después de ser electo para un quinto período en 1997. Su sucesor fue su sobrino, Ismail Omar Guelleh.
El 12 de mayo de 2001, el presidente Ismail Omar Guelleh presidió tras firmar el acuerdo de paz, oficialmente terminando con la larga guerra civil de décadas entre el gobierno y la facción armada del FRUD. El acuerdo de paz completó con éxito el proceso de paz comenzado el 7 de febrero de 2000 en París. Ahmed Dini Ahmed representó a la FRUD.
En las elecciones presidenciales celebradas el 8 de abril de 2005, Ismail Omar Guelleh fue reelegido para un segundo mandato de 6 años al frente de una coalición multipartidista que incluía al FRUD y otros partidos importantes. Una coalición flexible de partidos de oposición boicoteó nuevamente las elecciones. Actualmente, el poder político lo comparten un presidente somalí y un primer ministro afar, con un diplomático de carrera afar como ministro de Relaciones Exteriores y otros puestos del gabinete divididos aproximadamente. Sin embargo, los Issas predominan en el gobierno, la administración pública y el partido gobernante. Eso, junto con la escasez de empleo no gubernamental, ha generado resentimiento y una competencia política continua entre los issa somalíes y los afar. En marzo de 2006, Yibuti celebró sus primeras elecciones regionales y comenzó a implementar un plan de descentralización. La amplia coalición progubernamental, incluidos los candidatos de FRUD, volvió a presentarse sin oposición cuando el gobierno se negó a cumplir con las condiciones previas de la oposición para participar. En las elecciones de 2008, el partido de oposición Unión por una Mayoría Presidencial (UMP) boicoteó las elecciones, dejando los 65 escaños al gobernante RPP. Las cifras de participación electoral fueron controvertidas. Guelleh fue reelegido en las elecciones presidenciales de 2011.
Debido a su ubicación estratégica en la desembocadura de la puerta de Bab el Mandeb al Mar Rojo y al Canal de Suez, Yibuti también alberga varias bases militares extranjeras. Camp Lemonnier es una Base Expedicionaria Naval de los Estados Unidos, situada en el Aeropuerto Internacional Djibouti-Ambouli y hogar de la Fuerza de Tarea Conjunta Combinada - Cuerno de África (CJTF-HOA) del Comando de África de los Estados Unidos (USAFRICOM).  En 2011, Japón también abrió una base naval local con 180 empleados para ayudar en la defensa marina. Se espera que esta iniciativa genere 30 millones de dólares en ingresos para el gobierno de Yibuti.